# Microcebus ravelobensis
Microcebus ravelobensis är en primat i släktet musmakier som förekommer på nordvästra Madagaskar.
Arten når en kroppslängd (huvud och bål) av 12 till 14 cm, en svanslängd av 13 till 16 cm och en vikt mellan 37 och 64 g. Pälsen har på ovansidan en brunaktig färg, ibland med otydliga och oregelbundna fläckar och undersidan är täckt av grå till ljusbrun päls. Svansens främre del är ljusare än spetsen. Microcebus ravelobensis har dessutom mörka ringar kring ögonen.
Denna musmaki lever i låglandet och i kulliga områden upp till 500 meter över havet. Den vistas i lövfällande skogar och i mindre trädgrupper. I samma utbredningsområde förekommer även Microcebus murinus. I jämförelse föredrar Microcebus ravelobensis trädansamlingar med mindre träd och med öppnare undervegetation. Den syns dessutom mera sällan i trädens håligheter. Födan utgörs av naturgummi, frukter, blad, nektar och smådjur samt av söta vätskor som bildas av insekter.
Arten hotas främst av skogsavverkningar samt av svedjebruk. Flera individer dödas av Madagaskarrovdjur och av introducerade predatorer. IUCN listar Microcebus ravelobensis på grund av det begränsade utbredningsområde och då beståndet minskar som starkt hotad (endangered).